# Поппо (король Фризии)
Поппо (Бубо, Бубон; з.-фриз. Poppo, Bubo; погиб в 734) — король Фризии в 719—734 годах.

## Биография
Наряду с Альдгислом и Радбодом, Поппо — один из немногих правителей фризов VII—VIII веков, упоминающийся в раннесредневековых исторических источниках. Свидетельства о его деятельности сохранились, в том числе, в хронике Продолжателей Фредегара, в написанном Алкуином житии святого Виллиброрда и в «Ранних Мецских анналах».
Поппо — следующий после скончавшегося в 719 году Радбода правитель Фризского королевства, известный из современных ему источников. Позднесредневековые фризские историки (например, живший в XVI веке Эггерик Бенинга) считали Поппо сыном и наследником короля Радбода, называя датой его рождения 674 год. Однако современные историки подвергают эти свидетельства сомнению. Например, по мнению историка Херре Хальбертсмы, Поппо мог и не быть сыном своего предшественника на престоле. Именно отсутствием у Радбода сыновей он объясняет необходимость заключения в 711 году династического брака между его дочерью Теодезиндой и Гримоальдом Младшим, сыном франкского майордома Пипина Геристальского. В качестве компромисса предполагается, что Поппо мог быть не сыном, а младшим братом короля Радбода.
Возможно, что власть Поппо распространялась только на часть «Великой Фризии» (лат. Magna Frisia): земли вдоль берега Северного моря (от Брюгге до Везера) и на Восточно-Фризские острова. Вероятно, столица владений Поппо находилась где-то между побережьем (в районе современного Эйсселмера) и Эмсом. Хотя во франкских анналах Поппо назван мятежным герцогом (лат. dux) фризов, современные исследователи считают его независимым от Франкского государства правителем, носившим королевский титул (лат. rex). Известно, что подобно Радбоду Поппо придерживался традиционных для фризов языческих верований.
Вероятно, с самого начала правления Поппо продолжил политику своего предшественника на престоле, направленную на отпор всё усиливавшейся экспансии Франкского государства на фризские земли. Однако принятые им меры для противодействия франкам оказались безрезультатными: уже в 719 или 720 году собранный Карлом Мартеллом флот в морской битве нанёс поражение флоту фризов. После этого к Франкскому государству снова были присоединены земли к западу от залива Вли, захваченные фризами при короле Радбоде. Не исключено, что поражению фризов могла способствовать междоусобица, начавшаяся после смерти короля Радбода. О её возможности свидетельствует присутствие в то время каких-то представителей фризской знати при дворе Карла Мартелла. Предполагается, что итогом этого франкско-фризского конфликта было заключение мирного договора между Поппо и Карлом Мартеллом, по которому новый правитель Фризского королевства соглашался на отторжение от своих владений земель к западу от Вли в обмен на признание себя наследником короля Радбода.
К 719—722 годам относится активизация миссионерской деятельности христианских проповедников Виллиброрда и Бонифация. Центром христианизации Фризии был находившийся на территории Франкского государства Утрехт. Этот процесс проходил при всесторонней поддержке герцога франков Карла Мартелла.
О следующих годах правления Поппо ничего не известно. Фризы снова упоминаются во франкских анналах только в 733 году, когда жители области Вестерго под влиянием правителя Фризского королевства подняли восстание против Карла Мартелла. Однако этот мятеж был быстро подавлен франками. Побеждённые в знак своей покорности дали майордому заложников, а многие из них отреклись от язычества и приняли христианскую веру. Однако сразу же после ухода франкского войска в Вестерго вторглись фризы, разорившие эти земли в качестве мести здешним жителям за подчинение Карлу Мартеллу.
В 734 году Поппо уже лично выступил против франков. В ответ Карл Мартелл собрал войско и, посадив своих воинов на корабли, прибыл в Вестерго и Остерго. Так как здесь франки не встретили никакого сопротивления, каких-либо карательных мер против местных жителей предпринято не было. Столкновение между франкским и фризским войсками произошло на пути франков к Ольдеборну в Восточной Фризии, одному из главных торговых центров Фризского королевства того времени. Возможно, главной целью похода Карла Мартелла был захват этого города, что, совместно с принадлежностью Франкскому государству других крупных торговых поселений на побережье (таких как Домбург и Дорестад), позволило бы франкским купцам монополизировать торговлю с Британией. Фризы попытались атаковать построенное франками на берегу в устье Борна укрепление (лат. castra), но их нападение было безуспешным. В сражении франки одержали полную победу. Среди множества фризов, павших на поле боя, был и король Поппо.
Победа в сражении при Борне позволила Карлу Мартеллу отторгнуть от Фризского королевства все земли между Вли и Лауэрсом, присоединив их к Франкскому государству. Гибель Поппо, которого называют последним достоверно известным правителем «Великой Фризии», стала важной вехой в крушении фризского язычества. По приказу Карла Мартелла идолы (лат. fana) фризов были частью разрушены, а частью как трофеи перевезены во Франкское государство.
О том, кто был преемником Поппо на престоле Фризии, достоверных свидетельств не сохранилось. В труде Эггерика Бенинги сообщается, что новым правителем фризов стал Альдгисл II, младший сын короля Радбода. Однако в дошедших до нашего времени более ранних средневековых источниках сведения о таком фризском короле отсутствуют. Возможным сыном короля Поппо считается граф Остерго Абба (или Альфбад), потомки которого занимали высокие должности во Фризии при Каролингах. Это родство устанавливается только по ономастическим данным.

## Комментарии
1. ↑  В трудах историков Нового времени иногда упоминается под именем Альдгисл II[1].
2. ↑  Иногда гибель Поппо датируется в 735 годом[13].